# Siervo González Rivas
Siervo González Rivas (nascut a Mondoñedo, 1886 i mort al mateix concello l'11 de gener de 1938) fou un sindicalista i polític gallec.

## Trajectòria
Funcionari municipal del concello de Mondoñedo, era recaptador d'arbitris. Durant la República fou dirigent del Sindicat Únic de Professions Vàries de Mondoñedo (CNT) i elegit president de la Comissió Inspectora de l'Oficina Local de Col·locació Obrera en 1934. A les eleccions generals espanyoles de 1933 s'hi presentà com a candidat por la Unión Socialista Galega a la província de Lugo. Fou dirigent del Partit Sindicalista en 1936. Després del triomf del cop d'estat del 18 de juliol de 1936 fou sotmès a depuració i expulsat del seu càrrec. Fou assassinat a Mondoñedo l'11 de gener de 1938, el seu cadàver aparegué a la Travesa dos Remedios.